# Mansión de los Odd Fellows
La mansión de los Odd Fellows (en danés: Odd Fellow Palæet) es una mansión rococó de Copenhague (Dinamarca), llamada así por la rama local de la Orden Independiente de los Odd Fellows, que adquirió el edificio en 1900. Anteriormente se conocía como la Mansión Berckentin y, más tarde, como la Mansión Schimmelmann, en honor a sus respectivos propietarios.
El edificio está situado en Bredgade, frente a Dronningens Tværgade, que sirve como punto de vista. Alberga una sala de conciertos abierta al público.

## Historia

### La época Berckentin
Anteriormente, el edificio estaba en los jardines de Sophie Amalienborg. El edificio actual se construyó con motivo de la creación del nuevo distrito de Frederiksstaden. Fue diseñado por Johann Gottfried Rosenberg bajo la supervisión de Nicolai Eigtved, quien también había concebido el plan del distrito.Fue construido como vivienda para el acaudalado comerciante y político Christian August von Berckentin, que acababa de ser ennoblecido con el título de conde.
La propiedad figuraba en el nuevo catastro de 1756 con el n.º 71 SS en el barrio de St. Ann's East. En el mapa catastral de 1757 de Christian Gedde del barrio este de St. Ann's East Quarter as no 302.
Tras la muerte de Berckentin en 1758, la mansión pasó a manos de su yerno, Christian Sigfred von Plessen, que también poseía la mansión Glorup en Fionia y se había casado en 1744 con Louise von Plessen, hija de Berckentin.

### Familia Schimmelmann

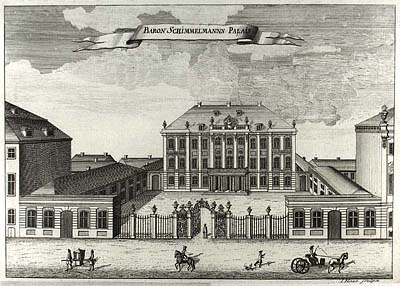
La mansión Schimmelmann a mediados del siglo XVIII

En 1762, Heinrich von Schimmelmann compró la propiedad, que pasó a llamarse Mansión Schimmelmann. Tras heredarla de su padre en 1782, la Mansión Schimmelmann se convirtió en el centro de una colorida vida cultural. Ernst y su esposa, Charlotte Schimmelmann, compartían un profundo interés por las artes y Charlotte era famosa por sus salones. En verano, estas actividades se trasladaban a su residencia de verano, Sølyst, ubicada al norte de la ciudad.
La propiedad de Schimmelmann figura en el nuevo catastro de 1806 con el n.º 171 en el barrio de Santa Ana.
Tras la muerte de Ernst Schimmelmann en 1831, la propiedad pasó a manos de su hijo, Carl von Schimmelmann. Dos años más tarde, la propiedad pasó a manos de su hijo Ernst Conrad Carl Joseph von Schimmelmann.

### Historia posterior

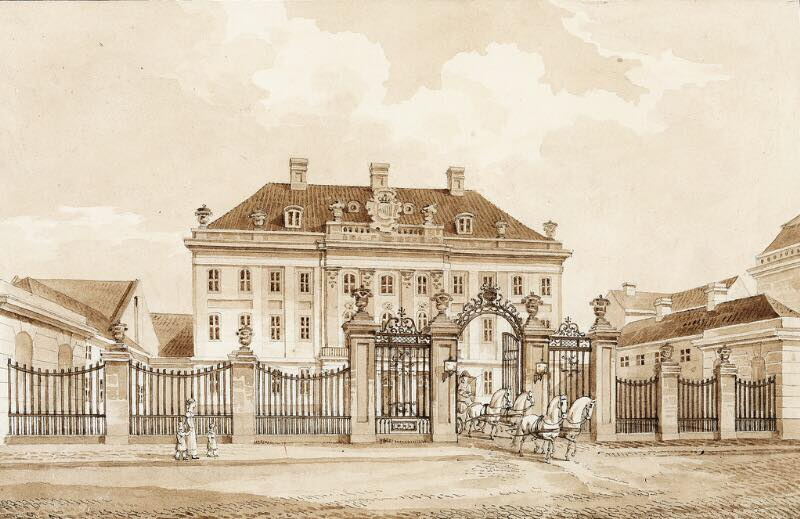
La mansión representada por HCF Holm.

En el siglo XIX, la mansión fue ocupada por varias familias adineradas, en particular por Rudolph Puggaard, que recibía allí a los artistas del Siglo de Oro danés.
La empresa Bendixen & Lindhardt tenía su sede en este edificio en 1922.